# Lincoln Ellsworth
Lincoln Ellsworth (Chicago, Illinois, 12 de mayo de 1880 - 26 de mayo de 1951) fue un explorador polar de los Estados Unidos.

## Biografía
Hijo de James Ellsworth y de Eva Frances Butler, nació en Chicago, Illinois. De niño también vivió en Hudson, Ohio.

### Exploración del Ártico y del Polo Norte
James, el padre de Lincoln Ellsworth, era un hombre rico gracias a la minería del carbón, aportó 100 000 dólares de los EE. UU. para financiar a Roald Amundsen en 1925 en su intento por volar desde las islas Svalbard el Polo Norte. El avión se vio obligado a descender sobre el hielo en un punto cercano a su objetivo, y los exploradores pasaron treinta días atrapados en el hielo. 
En 1926 Ellsworth acompañó a Amundsen en su segundo intento de volar sobre el Polo en el dirigible Norge, diseñado y pilotado por el ingeniero italiano Umberto Nobile, en un vuelo que partió nuevamente desde las Svalbard hasta Alaska. El 12 de mayo, avistaron el Polo Norte Geográfico, siendo la primera vez en la historia que se sobrevoló.

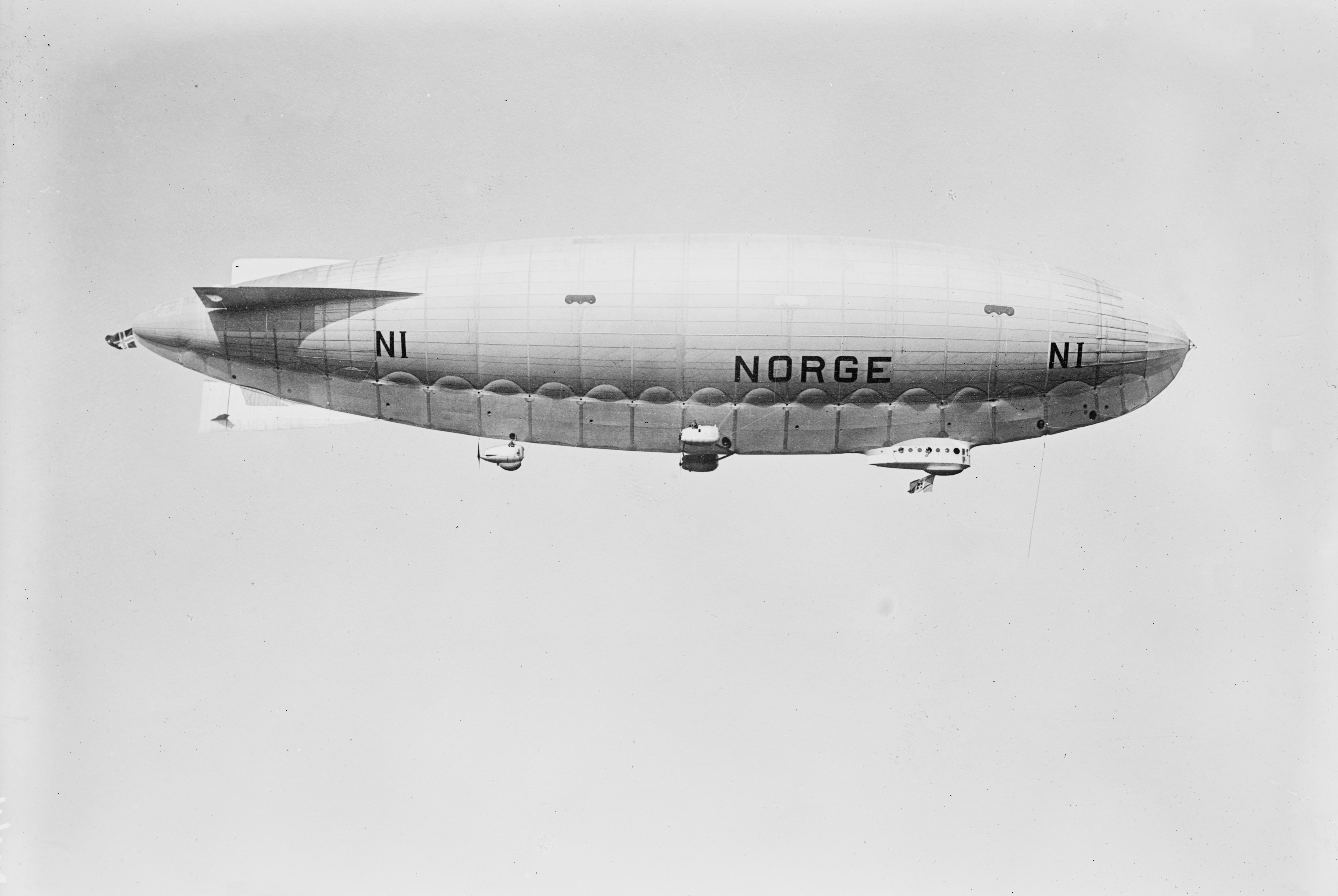
El Norge en vuelo.

### Exploraciones antárticas
Ellsworth hizo cuatro expediciones a la Antártida entre 1933 y 1939, utilizando como base y transporte de su avión un antiguo barco pesquero noruego que bautizó con el nombre de Wyatt Earp que era su héroe.
El 23 de noviembre de 1935, descubrió los montes Ellsworth en la Antártida en el transcurso de un vuelo que realizó desde la isla Dundee hasta la barrera de hielo de Ross. Él bautizó esas montañas como cordillera Sentinel, nombre que se asignó más tarde a la mitad norte de los montes Ellsworth. 
El monte Ellsworth y el lago Ellsworth, ambos en la Antártida, fueron nombrados más tarde en su honor.

## Reconocimientos
En 1927 los Boy Scouts de América nombraron a Ellsworth «Scout de Honor», una nueva categoría de Scout creada ese mismo año. Esta distinción estaba destinada a los "ciudadanos cuyos logros en la actividad al aire libre, la exploración y la aventura fuesen de carácter tan excepcional como para capturar la imaginación de los niños ...". Los otros dieciocho hombres que se adjudicaron esta distinción fueron: Roy Chapman Andrews, Robert Bartlett; Frederick Russell Burnham, Richard E. Byrd, George Krück Cherrie; James L. Clark, Merian C. Cooper, Louis Agassiz Fuertes; George Grinnell Aves; Charles A. Lindbergh; Donald Baxter MacMillan; Clifford H. Papa; George Palmer Putnam, Kermit Roosevelt, Carl Rungius; Stewart Edward White, Orville Wright. El Servicio Postal de los Estados Unidos emitió un sello con su imagen.